# پردیس سینمایی اکسین
پردیس سینمایی اکسین یک پردیس سینمایی در شهر آمل، ایران است.
این سینما که در ۲۱ خرداد ۱۳۹۸ افتتاح شده‌است دارای ۳ سالن با ظرفیت ۳۲۱ نفر است.